# George Wood (gymnastique)
Pour les articles homonymes, voir George Wood et Wood.
George Wood (né le 20 décembre 1999) est un gymnaste acrobatique britannique.

## Carrière
Il remporte une médaille d'argent quatuor masculin aux Championnats du monde de gymnastique acrobatique 2014 avec ses partenaires Connor Bartlett, Gareth Wood et Daniel Cook.